# Planochelas haddadi
Espèce
Planochelas haddadi est une espèce d'araignées aranéomorphes de la famille des Trachelidae.

## Distribution
Cette espèce est endémique du KwaZulu-Natal en Afrique du Sud,. Elle se rencontre vers Ndumo.

## Description
La femelle holotype mesure 4,03 mm et le mâle paratype 6,21 mm.

## Étymologie
Cette espèce est nommée en l'honneur de Charles R. Haddad.

## Publication originale
- Khoza & Lyle, 2019 : Four new species of the sac spider genus Planochelas Lyle & Haddad, 2009 (Araneae, Trachelidae) from central and southern Africa. African Invertebrates, vol. 60, no 2, p. 147-162.